# ブラヴィジャヤ・スタジアム
ブラヴィジャヤ・スタジアム(インドネシア語: Stadion Brawijaya、英: Brawijaya Stadium)は、インドネシアの東ジャワ州クディリにある多目的スタジアムである。

## 概要
収容人数は20,000人。主にサッカーの試合に用いられ、リーガ・インドネシアに所属するペルシク・ケディリがホームスタジアムとして使用している。また、ペルシク・ケディリがAFCチャンピオンズリーグ2004に参戦した際にこのスタジアムが使用されている。

## 交通アクセス
市中心部からベチャ（人力三輪車）で数分。インドネシア鉄道のクディリ駅からタクシーで約5分。